# Гірницьке (Горлівський район)
Гірни́цьке (до 1957 Шахти № 1) — селище Сніжнянської міської громади Горлівського району Донецької області, Україна. Розташоване за 84 км від Донецька. Відстань до Сніжного становить близько 6 км і проходить автошляхом місцевого значення.

## Населення

### Мова
Розподіл населення за рідною мовою за даними перепису 2001 року:
| Мова       | Кількість | Відсоток |
| ---------- | --------- | -------- |
| російська  | 1195      | 92.64%   |
| українська | 95        | 7.36%    |
| Усього     | 1290      | 100%     |

За даними перепису 2001 року населення селища становило 1290 осіб, із них 7,36 % зазначили рідною мову українську та 92,64 %— російську.